# Banks Springs
Banks Springs è un census-designated place (CDP) degli Stati Uniti d'America della parrocchia di Caldwell nello Stato della Louisiana. La popolazione era di 1.192 abitanti al censimento del 2010. Si trova vicino al centro della parrocchia di Caldwell, a 2 miglia (3 km) a sud di Columbia, il capoluogo della parrocchia, e a 2,5 miglia (4,0 km) a nord di Grayson. Il CDP include il quartiere di Columbia Heights.
La U.S. Route 165 passa attraverso il centro di Banks Springs, che porta a nord 34 miglia (55 km) a Monroe e a sud-ovest 62 miglia (100 km) ad Alexandria.

## Geografia fisica
Secondo lo United States Census Bureau, il CDP ha una superficie totale di 8,12 km², dei quali 8,12 km² di territorio e 0 km² di acque interne (0% del totale).

## Società

### Evoluzione demografica
Secondo il censimento del 2010, la popolazione era di 1.192 abitanti.

### Etnie e minoranze straniere
Secondo il censimento del 2010, la composizione etnica del CDP era formata dal 43,96% di bianchi, il 52,85% di afroamericani, lo 0,08% di nativi americani, lo 0,84% di asiatici, lo 0% di oceanici, lo 0,25% di altre razze, e il 2,01% di due o più etnie. Ispanici o latinos di qualunque razza erano l'1,76% della popolazione.